# Third Stone from the Sun
Pour l’article homonyme, voir 3rd Rock from the Sun.
Pistes de Are You Experienced
Fire Remember
Third Stone from the Sun est une chanson écrite par Jimi Hendrix et enregistrée en 1966 avec son groupe, The Jimi Hendrix Experience. Elle figure sur leur premier album, Are You Experienced, sorti en 1967.
C'est une chanson presque entièrement instrumentale, Jimi Hendrix parle plusieurs fois, mais ne chante à aucun moment.
Puisqu'elle mélange des éléments de rock et jazz, elle est souvent citée comme unes des premières chansons de fusion.
Le titre de la chanson est une référence directe à la Terre, qui est la troisième planète la plus proche du Soleil dans le système solaire.

## Dialogues
En accélérant la chanson au début, on peut entendre un dialogue entre Hendrix et son producteur, Chas Chandler.
- Hendrix : « Star fleet to scout ship, please give your position. Over. »
- Chandler : « I am in orbit around the third planet of star known as sun. Over. »
- Hendrix : « May this be Earth? Over. »
- Chandler : « Positive. It is known to have some form of intelligent species. Over. »
- Hendrix : « I think we should take a look. » (il fait alors des bruits de vaisseau spatial)

Que l'on peut traduire par :
- Hendrix : « Star fleet à scout ship, donnez s'il vous plaît votre position. Terminé. »
- Chandler : « Je suis en orbite autour de la troisième planète d’une étoile connue sous le nom de Soleil. Terminé. »
- Hendrix : « Est-ce que ça pourrait être la Terre ? Terminé. »
- Chandler : « Affirmatif. Elle est connue pour héberger certaines formes d’espèces intelligentes. Terminé. »
- Hendrix : « Je crois que nous devrions jeter un coup d'œil. » (il fait alors des bruits de vaisseau spatial)

## Reprises notables
- Stevie Ray Vaughan sur la réédition de 1999 de son album Soul to Soul.
- Jaco Pastorius en solo sur divers lives de Weather Report (notamment celui d'Offenbach, en Allemagne, le 20 septembre 1978).